# てなもんや三度笠 (映画)
TBS系列で放送されていた朝日放送テレビ制作の上方コメディ番組『てなもんや三度笠』（てなもんやさんどがさ）は、1963年に東映京都撮影所製作・東映配給にて映画化され、同社から2本のシリーズが製作・公開された。同シリーズ第1作は、同作品の初の映画化である。本項目では両作について記述する。
2010年5月21日、東映ビデオから両作のDVDが発売された。

## てなもんや三度笠
『てなもんや三度笠』（てなもんやさんどがさ）は、1963年6月9日に公開された日本映画。製作：東映京都撮影所、配給：東映。モノクロ、東映スコープ（2.35:1）、81分。

### ストーリー
幕末。無宿人のあんかけの時次郎は、怪しげな祈祷で銭を稼ぐ小坊主・珍念と大坂で知り合い、兄弟分となる。一方、駿河の大親分・清水次郎長を倒して名を上げようとする侠客・剣客たちが街道筋に多数現れ、手柄を独り占めするための抗争を繰り広げていた。
ある日、剣の達人・糸四郎と鯉四郎が相討ちになる現場に居合わせた時次郎は、遅れてやって来た侠客たちに剣の名手と勘違いされたことで、次郎長討伐の軍勢のリーダーにまつり上げられ、珍念とともに東海道を東へ向かい、清水へ乗り込む羽目になる。ある宿場で、剣客・馬吉に腕試しを挑まれた時次郎は、謎の老人が投げた短刀のおかげで勝利する。その老人こそ、宿場に居合わせた清水次郎長だった。さらに時次郎の評判を聞きつけた剣客・黒手一角が現れて刀を抜き、怖じ気づいた時次郎は逃げ出す。黒手が侠客集団の新たなリーダーとなる。
清水に到着した時次郎は珍念と再会し、さらに成り行きで次郎長一家の客分となり、次郎長を狙う黒手たちを撃退することを約束してしまう。時次郎は策を練り、海岸の松林に奇想天外な罠を仕掛け、黒手を倒す。戦いを陰で見守っていた次郎長が現れ、残りの侠客を子分・岩松に撃退させる。時次郎は侠客たちが残した路銀を次郎長に託し、珍念とあてのない旅を続けた。

### 配役
- あんかけの時次郎：藤田まこと（松竹）
- 珍念：白木みのる
- 三平（岡っ引き）：平参平
- 崑左ェ門（甲賀忍者）：大村崑
- 雁兵ェ（甲賀忍者の頭領）：芦屋雁之助
- 雁太郎（甲賀忍者）：芦屋小雁
- チャカ奴（芸者）：茶川一郎
- おみつ（旅の娘）：西崎みち子
- 丸親分（侠客）：阿部九洲男
- ヤブの岩松（次郎長の子分）：香山武彦
- カラミ屋のお八重（ヤクザの女親分→魚屋の女房）：若水ヤエ子
- スミ奴（歌う芸者）：坂本スミ子
- 早斬りの馬吉（甲州弁の侠客）：星十郎
- メリケン屋の谷吉（ヤクザの親分）：トニー谷
- くらやみの糸四郎（浪人）：夢路いとし
- 人斬り鯉四郎（浪人）：喜味こいし
- 松（侠客）：秋田A助
- 竹（侠客）：秋田B助
- お春（雁太郎の女房）：赤木春恵
- 大泉興左ェ門（大坂東町奉行）：大泉滉
- 光三郎（魚屋）：鉄砲光三郎
- 大政：中村錦司
- 居酒屋亭主：時田一男
- 鹿八（侠客）：木島修次郎
- ズブ源（時次郎の子分）：伊吹幾太郎
- バラ吉（時次郎の子分）：高根利夫
- ハゲ六（時次郎の子分）：結城哲也
- 角親分（侠客）：五里兵太郎
- 八百長（おみつの父）：潮路章
- 巨大漢（侠客）：加藤浩
- おしの（旅籠の女将）：東竜子
- 小政：大井田健太
- 市親分（侠客）：熊谷武
- 仁親分（侠客）：市川裕二
- 殺し屋：若井緑郎、松森幹治、大東修治、西田良明、畑中伶一、土佐憲司、田代進、智村清、山下義明、佐々木松之丞
- 黒手一角（浪人）：堺駿二
- 清水次郎長：花菱アチャコ（吉本興業）

### スタッフ
- 監督：内出好吉
- 企画：神戸由美
- 原作：香川登志緒（朝日放送）
- 脚本：野上竜雄
- 撮影：羽田辰治
- 照明：上田耕太郎
- 録音：矢部吉三
- 美術：桂長四郎
- 音楽：古川益雄
- 編集：神田忠男
- 主題歌：「俺とお前は名コンビ」（作詞：香川登志緒、作曲：野口源次郎、歌：藤田まこと・白木みのる）

### 同時上映
- 『民謡の旅 秋田おばこ』

## 続 てなもんや三度笠
『続 てなもんや三度笠』（ぞく てなもんやさんどがさ）は、1963年10月13日に公開された日本映画。製作：東映京都撮影所、配給：東映。モノクロ、東映スコープ（2.35:1）、76分。「続」としているが、前作のストーリーは継続しない。
のちの映画監督・鈴木則文の脚本デビュー作である（澤田隆治との共同脚本）。
プロローグはテレビ版冒頭のパロディで、時次郎がお堂から出てきて口上を述べ、そこへ現れた忍者を退治したところで「おれがこんなに強いのも…」と言おうとした途端に画面が乱れ、「しばらくお待ちください」の画面とアナウンス、そこへ珍念のナレーションで「これは映画やろ」と突っ込んでから映画が始まる。

### ストーリー（続編）
安政5年（1858年）、日米修好通商条約締結直後の伊豆・下田。それぞれ芝居と相撲の勧進元をつとめる東屋と西屋が、客引きをめぐって激しく対立していた。すべては東屋に用心棒として潜り込んだ浪人・平手の計略で、互いを煽り、同士討ちを図って下田の利権を独占しようとしていた。
巡業中の力士・駒下駄はある日、相撲部屋の飯を食い尽くしたことが原因で破門されてしまう。そこを通りがかった旅の侠客・あんかけの時次郎と珍念は、しばらく食いつなぐため、ヤクザに仁義を切って食客となることを駒下駄に提案し、彼を仲間にして、3人で東屋の客分となる。時次郎は東屋の親分・伝兵衛の娘である お雪に一目惚れをする。しかしお雪は西屋の女親分・お兼の息子の新太郎と恋仲だった。時次郎らは力仕事にこき使われるのに嫌気が差して東屋を逃げ出し、西屋の世話になる。
そんな中、平手が西屋殲滅のため、下田港に停泊中の黒船の副艦長・ストレートから爆弾を買う約束を取り付ける。平手の計画を知ったお雪は、ある夜更けに新太郎にひそかに会って知らせる。2人はそれぞれの親に和解するよう進言するが、聞く耳を持たない。それどころかお雪は、黒船の艦長・フラッシュに嫁ぐよう伝兵衛に命じられる。フラッシュは爆弾を譲る代わりに、お雪を要求していたのだった。拒絶したお雪だったが、婚礼に乗じての爆弾受け取り計画を企てた平手に拉致されてしまう。現場に居合わせて尾行した珍念も見つかり、さらわれる。時次郎と新太郎は、珍念が道にまいていった数珠の粒をたどり、一味が乗った小舟に追いつく。
一行は黒船に乗り込む。時次郎は制服を奪って水兵になりすまし、出くわした平手やストレートらをだまして弾薬庫に閉じ込めてしまう。時次郎は、珍念を救った新太郎と落ち合い、艦長室でフラッシュに迫られていたお雪をともに救い出す。弾薬庫から脱出した平手らは爆弾を持ち出してデッキに出るが、取り落としてしまい、時次郎と珍念の足元に転がしてしまう。爆弾というものを知らない2人は、水兵たちが狼狽するのを見て面白がり、追いかけ回して投げつけるが、不発に終わる。一行は捕縛され、銃殺刑を告げられる。そこへ駒下駄が総領事・ハウスを連れて舟を漕いでくる。ハウスはフラッシュらを叱責し、時次郎らを解放する。
東屋と西屋は和解し、下田奉行の媒酌で、新太郎とお雪の婚礼が催された。その頃、時次郎と珍念は誰にも告げずに下田を発っていた。

### 配役（続編）
- あんかけの時次郎：藤田まこと（松竹）
- 珍念：白木みのる
- 駒下駄の茂兵衛：香山武彦
- お雪：西崎みち子
- 新太郎：坂口祐三郎（新人）
- 甚太（バー「メリケン」のマスター）：トニー谷
- お兼：清川虹子
- フラッシュ：E・H・エリック
- ストレート：ジョージ・ルイカー
- 犬助（相撲の客引き）：夢路いとし
- 猿吉（芝居小屋の客引き）：喜味こいし
- 平手三十郎：吉田義夫
- 下田奉行：徳大寺伸
- 鴬太夫（歌う旅役者）：佐々木姉妹（コロムビア）
- 羽衣太夫（踊る旅役者）：八坂京子
- 柏餅（力士）：横山アウト
- すっぽんの亀吉（東屋の代貸）：富久井一朗
- 与力：藤木錦之助
- ラーメン屋[2]：伊吹幾太郎
- 親方：岸井明
- 水兵：長田健二、丘路千
- 子分：結城哲也、有島淳平、木島修次郎、木南兵介
- 女中：中根真佐子
- 夜の女：紅かほる
- 黒覆面：的場達雄（クレジットなし）[3]
- 浴衣山（力士）：大村崑（笑いの王国）
- 伝兵衛：大宮敏充
- ハウス[4]：花菱アチャコ（吉本興業）

### スタッフ（続編）
- 監督：内出好吉
- 企画：神戸由美、俊藤浩滋
- 原作：香川登志緒（朝日放送）
- 脚本：沢田隆治（朝日放送）、鈴木則文
- 撮影：羽田辰治
- 照明：中村清
- 録音：矢部吉三
- 美術：大門恒夫
- 音楽：小沢秀夫
- 編集：神田忠男
- 解説：黒沢良
- 主題歌：「てなもんや三度笠」（作詞：香川登志緒、作曲：林伊佐緒、歌：藤田まこと）

### 同時上映
- 『銭形平次捕物控』